# (4867) Polites
(4867) Polites (1989 SZ) – planetoida z grupy trojańczyków okrążająca Słońce w ciągu 11,71 lat w średniej odległości 5,16 j.a. Odkryta 27 września 1989 roku.